# Peribolaster macleani
Peribolaster macleani är en sjöstjärneart som beskrevs av Jean Baptiste François René Koehler 1920. Peribolaster macleani ingår i släktet Peribolaster och familjen Korethrasteridae. Inga underarter finns listade i Catalogue of Life.